# Atletica leggera ai Giochi della XXIX Olimpiade - Marcia 20 km femminile

Video della gara

Video della gara (con telecronaca)

Ai Giochi della XXIX Olimpiade, tenutisi a Pechino nel 2008, la prova di marcia 20 km femminile si è corsa giovedì, 21 agosto, con partenza alle 09:00 e arrivo nello Stadio Nazionale di Pechino.

## Presenze ed assenze delle campionesse in carica
| Competizione         | Atleta               | Prestazione | Pechino 2008 |
| -------------------- | -------------------- | ----------- | ------------ |
| Olimpiadi 2004       | Athanasia Tsoumeleka | 1h29'12”    | Presente     |
| Commonwealth 2006    | Jane Saville         | 1h32'46”    | Presente     |
| Europei 2006         | Ryta Turava          | 1h27'08”    | Presente     |
| Asiatici 2006        | Liu Hong             | 1h32'19”    | Presente     |
| Panamericani 2007    | Cristina E. López    | 1h38'59”    | Assente      |
| Mondiali 2007        | Ol'ga Kanis'kina     | 1h30'09”    | Presente     |
| Coppa del mondo 2008 | Ol'ga Kanis'kina     | 1h25'42"    | Presente     |

## Ordine d'arrivo
| Pos.    | Paese         | Atleta                   | Tempo        |
| ------- | ------------- | ------------------------ | ------------ |
| Oro     | Russia        | Olga Kaniskina           | 1 h 26' 31   |
| Argento | Norvegia      | Kjersti Tysse-Plätzer    | 1 h 27' 07   |
| Bronzo  | Italia        | Elisa Rigaudo            | 1 h 27' 12   |
| 4       | Cina          | Liu Hong                 | 1 h 27' 17   |
| 5       | Spagna        | Maria Vasco              | 1 h 27' 25   |
| 6       | Spagna        | Beatriz Pascual          | 1 h 27' 44   |
| 7       | Irlanda       | Olive Loughnane          | 1 h 27' 45   |
| 8       | Portogallo    | Ana Cabecinha            | 1 h 27' 46   |
| 9       | Grecia        | Athanasia Tsoumeleka     | 1 h 27' 54   |
| 9       | Portogallo    | Vera Santos              | 1 h 28' 14   |
| 10      | Bielorussia   | Ryta Turava              | 1 h 28' 26   |
| 11      | Russia        | Tatiana Sibileva         | 1 h 28' 28   |
| 12      | Cina          | Shi Na                   | 1 h 29' 08   |
| 13      | Giappone      | Mayumi Kawasaki          | 1 h 29' 43   |
| 14      | Germania      | Sabine Zimmer            | 1 h 30' 19   |
| 15      | Lituania      | Sonata Milusauskaite     | 1 h 30' 26   |
| 16      | Ucraina       | Vira Zozulya             | 1 h 30' 31   |
| 17      | Spagna        | Maria Jose Poves         | 1 h 30' 52   |
| 18      | Lituania      | Kristina Saltanovič      | 1 h 31' 03   |
| 19      | Australia     | Jane Saville             | 1 h 31' 17   |
| 20      | Polonia       | Sylwia Korzeniowska      | 1 h 31' 19   |
| 21      | Gran Bretagna | Johanna Jackson          | 1 h 31' 33   |
| 22      | Germania      | Melanie Seeger           | 1 h 31' 56   |
| 23      | Romania       | Ana Maria Groza          | 1 h 32' 16   |
| 24      | Grecia        | Evaggelia Xinou          | 1 h 32' 19   |
| 25      | Giappone      | Sachiko Konishi          | 1 h 32' 21   |
| 26      | Rep. Ceca     | Zuzana Schindlerova      | 1 h 32' 57   |
| 27      | Australia     | Claire Woods             | 1 h 33' 02 = |
| 28      | Corea del Sud | Kim Mijeong              | 1 h 33' 55   |
| 29      | Kazakistan    | Svetlana Tolstaya        | 1 h 34' 03   |
| 30      | Stati Uniti   | Joanne Dow               | 1 h 34' 15   |
| 31      | Slovenia      | Zuzana Malikova          | 1 h 34' 33   |
| 32      | Bielorussia   | Sniazhana Yurchanka      | 1 h 35' 33   |
| 33      | Ucraina       | Nadiya Borovska-Prokopuk | 1 h 35' 50   |
| 34      | Colombia      | Sandra Zapata            | 1 h 36' 18   |
| 35      | Ecuador       | Johana Ordonez           | 1 h 36' 26   |
| 36      | Brasile       | Regina Tania Spindler    | 1 h 36' 46   |
| 37      | El Salvador   | Veronica Colindres       | 1 h 36' 52   |
| 38      | Ungheria      | Edina Fusti              | 1 h 37' 03   |
| 39      | Australia     | Kellie Wapshott          | 1 h 37' 59   |
| 40      | Grecia        | Despina Zapounidou       | 1 h 39' 11   |
| 41      | Lettonia      | Jolanta Dukure           | 1 h 41' 03   |
| 42      | Guatemala     | Evelyn Nunez             | 1 h 44' 13   |
| 43      | Portogallo    | Susana Feitor            | Rit.         |
| 44      | Malaysia      | Yu Fang Yuan             | Rit.         |
| 45      | Bielorussia   | Elena Ginko              | Squal.       |
| 46      | Russia        | Tatyana Kalmykova        | Squal.       |
|         | Cina          | Yang'gxia                | Squal.       |